# سيسيل إروين (لاعب كرة قدم)
سيسيل إروين (بالإنجليزية: Cecil Irwin) هو لاعب كرة قدم إنجليزي، ولد في 8 أبريل 1942 في إلنغتون في المملكة المتحدة. لعب مع يوفل تاون.